# Eleccions legislatives luxemburgueses de 1928
El 3 de juny de 1928 es van celebrar unes eleccions generals parcials a Luxemburg, on es van elegir 28 dels 52 escons de la Cambra de Diputats al sud i a l'est del país. El Partit de la Dreta va aconseguir 13 dels 28 escons, aconseguint així incrementar el seu nombre total de 22 a 24 escons.

## Resultats
| Partit                                | Vots    | %[a] | Escons  | Escons    | Escons |
| Partit                                | Vots    | %[a] | Elegits | Nou total | +/–    |
| ------------------------------------- | ------- | ---- | ------- | --------- | ------ |
| Partit de la Dreta                    | 340,545 | 44.8 | 13      | 24        | +2     |
| Partit dels Treballadors de Luxemburg | 352,970 | 32.6 | 10      | 12        | +4     |
| Esquerra Independent                  | 36,773  | 9.7  | 2       | 2         | 0      |
| Grup Independent                      | 56,629  | 6.6  | 1       | 2         | 0      |
| Partit Radical                        | 67,791  | 6.3  | 2       | 2         | –1     |
| Unió de l'Esquerra                    | –       | –    | –       | 4         | –1     |
| Partit Nacional Independent           | –       | –    | –       | 3         | 0      |
| Partit Independent de la Dreta        | –       | –    | –       | 1         | 0      |
| Liberals d'Esquerra                   | –       | –    | –       | 1         | 0      |
| Partit Radical (Marcel Cahen)         | –       | –    | –       | 1         | +1     |
| Invalid/blank votes                   | 2,559   | –    | –       | –         | –      |
| Total                                 | 60,443  | 100  | 28      | 52        | +5     |
| Votants registrats                    |         |      | –       | –         | –      |
| Font: Nohlen & Stöver                 |         |      |         |           |        |

a  El percentatge dels vots no està relacionat amb el nombre total de la taula, ja que els votants podien realitzar més vots en algunes circumscripcions que en d'altres i, per tant, està calculat sobre la base de la proporció de vots rebuts en cada circumscripció.